# Volontarismo (politica)
Il termine volontarismo descrive due filosofie politiche storicamente distinte:
1. La filosofia di Auberon Herbert, che proponeva l'istituzione di uno Stato sostenuto da finanziamenti volontari. Herbert descrisse la sua idea come lo «Stato volontario», rifiutando senza mezzi termini l'anarchia e l'anarchismo che considerava essere una contraddizione. Per Herbert lo Stato era essenziale per far rispettare l'ordinamento giuridico.[1]
2. La pantarchia di Stephen Pearl Andrews, simile alla proposta di A. Herbert ma con un'economia basata sui buoni di lavoro.[2]

Come termine, il volontarismo è stato coniato in questo uso da Auberon Herbert nel XIX secolo e ha ottenuto un rinnovato uso dalla fine del XX secolo, specialmente all'interno del libertarismo negli Stati Uniti d'America.
Le convinzioni principali del volontariato derivano dai principi di auto-proprietà e non aggressione.

## Storia

### XVII secolo
I precursori del movimento volontario avevano una lunga tradizione nel mondo anglofono, almeno fin dal movimento Leveler dell'Inghilterra della metà del XVII secolo. I portavoce di Leveler John Lilburne e Richard Overton che "si sono scontrati con i puritani presbiteriani, che volevano preservare uno stato-chiesa con poteri coercitivi e negare la libertà di culto alle sette puritane".
I Livellatori erano anticonformisti nella religione e sostenevano la separazione tra chiesa e stato. La chiesa, secondo il loro modo di pensare, era un'associazione volontaria di eguali e forniva un modello teorico e pratico per lo stato civile. Se era appropriato che le loro congregazioni ecclesiastiche si basassero sul consenso, allora era corretto applicare lo stesso principio del consenso alla sua controparte secolare. Ad esempio, la "grande" petizione di Leveler del 1647 conteneva una proposta "che i diritti e tutte le altre manutenzioni forzate, possono essere aboliti per sempre, e nulla al loro posto imposto, ma che tutti i ministri possono essere pagati solo da coloro che li scelgono volontariamente , e contratta con loro per le loro fatiche. " I Livellatori sostenevano anche l'idea dell'autoproprietà.

### XIX secolo
Nel 1843, il Parlamento prese in considerazione una legislazione che richiedesse la frequenza obbligatoria a tempo parziale a scuola dei bambini che lavoravano nelle fabbriche. Il controllo effettivo su queste scuole doveva essere posto nelle mani della Chiesa d'Inghilterra consolidata, e le scuole dovevano essere sostenute in gran parte dai fondi raccolti dalla tassazione locale. I non conformisti, per lo più battisti e congregazionalisti, si allarmarono. Erano soggetti al divieto di legge da più di un secolo. Prima o poi non potevano sposarsi nelle loro stesse chiese, erano costretti a pagare le tasse della chiesa contro la loro volontà e dovevano insegnare ai loro figli clandestinamente per paura di essere arrestati. Divennero noti come volontari perché rifiutavano costantemente tutti gli aiuti di Stato e le interferenze nell'istruzione, così come rifiutavano lo Stato nella sfera religiosa della loro vita. Alcuni dei volontari più importanti includevano il giovane Herbert Spencer, che pubblicò la sua prima serie di articoli "The Proper Sphere of Government", a partire dal 1842; il suo sostenitore Auberon Herbert, che ha coniato l'uso moderno di volontarismo e ha stabilito la sua definizione attuale; Edward Baines, editore e proprietario del Leeds Mercury; ed Edward Miall, ministro congregazionalista e fondatore ed editore di The Nonconformist, che ha scritto Views of the Voluntary Principle.
I volontari educativi volevano il libero scambio nell'istruzione, proprio come sostenevano il libero scambio del mais o del cotone. La loro preoccupazione per "la libertà difficilmente può essere esagerata". Credevano che "il governo avrebbe impiegato l'istruzione per i propri fini" (insegnare abitudini di obbedienza e indottrinamento) e che le scuole controllate dal governo avrebbero infine insegnato ai bambini a fare affidamento sullo Stato per tutte le cose. Baines, ad esempio, ha osservato che "[non] e non possiamo violare i principi di libertà riguardo all'istruzione senza fornire contemporaneamente un precedente e un incentivo a violarli riguardo ad altre questioni". Baines ha ammesso che l'attuale sistema di istruzione (sia privato che caritatevole) aveva delle carenze, ma ha sostenuto che la libertà non dovrebbe essere ridotta per questo motivo. Chiedendo se la libertà di stampa debba essere compromessa perché abbiamo cattivi giornali, Baines ha risposto che "io sostengo che la Libertà è la causa principale dell'eccellenza; ma cesserebbe di essere Libertà se tu proibissi tutto ciò che è inferiore". Il Consiglio della Congregazione per l'Educazione e la Società Battista per l'Educazione Volontaria hanno di solito un posto d'onore tra i Volontari.
Nell'Africa meridionale, il volontariato in materia religiosa era una parte importante del movimento liberale del "governo responsabile" della metà del XIX secolo, insieme al sostegno alla democrazia multirazziale e all'opposizione al controllo imperiale britannico. Il movimento è stato guidato da potenti leader locali come Saul Solomon e John Molteno. Quando ottenne brevemente il potere, nel 1875 sciolse le chiese sostenute dallo stato.

### Negli Stati Uniti
Sebbene non ci sia mai stato un movimento esplicitamente volontarista negli Stati Uniti fino alla fine del XX secolo, i primi americani si agitarono per la dissoluzione delle chiese sostenute dal governo in molti dei tredici stati originari. Questi obiettori di coscienza credevano che la semplice nascita in una data area geografica non significasse che si acconsentisse all'adesione o si desiderasse automaticamente sostenere una chiesa di stato. La loro opposizione alla tassazione a sostegno della chiesa era duplice: la tassazione non solo dava allo stato un certo diritto di controllo sulla chiesa; rappresentava anche un modo per costringere il non membro o il non credente a sostenere la chiesa. Nel New England, dove sia il Massachusetts che il Connecticut hanno iniziato con le chiese di stato, molte persone credevano di dover pagare una tassa per il sostegno generale della religione. Per le stesse ragioni, pagavano le tasse per la manutenzione delle strade e dei tribunali.
C'erano almeno due famosi americani che sposarono cause volontarie durante la metà del XIX secolo. Il primo incontro di Henry David Thoreau con la legge nel suo stato d'origine, il Massachusetts, avvenne nel 1838, quando compì ventun anni. Lo stato ha chiesto che pagasse l'imposta ministeriale di un dollaro a sostegno di un sacerdote, "la cui predicazione era presente mio padre, ma mai io stesso". Quando Thoreau si rifiutò di pagare la tassa, probabilmente fu pagata da una delle sue zie. Per evitare la tassa ministeriale in futuro, Thoreau ha dovuto firmare una dichiarazione giurata attestante che non era un membro della chiesa.
La prigionia notturna di Thoreau per il suo mancato pagamento di un'altra tassa municipale, la poll tax, alla città di Concord fu registrata nel suo saggio "Resistance to Civil Government", pubblicato per la prima volta nel 1849. Viene spesso definito "On the Duty of Civil" Disobbedienza "perché in essa concludeva che il governo dipendeva dalla cooperazione dei suoi cittadini. Sebbene non fosse un volontario del tutto coerente, scrisse che non desiderava mai "fare affidamento sulla protezione dello stato" e che si rifiutava di offrirgli la sua fedeltà fintanto che sosteneva la schiavitù. Si è distinto da "quelli che si definiscono uomini non governativi", scrivendo che "io chiedo, non subito nessun governo, ma subito un governo migliore". Questo è stato interpretato come una posizione gradualista, piuttosto che minarchica, dato che ha anche aperto il suo saggio affermando la sua convinzione che "il governo è il migliore che non governa affatto", un punto che tutti i volontari abbracciano di cuore.
Uno di quegli "uomini senza governo" era William Lloyd Garrison, famoso abolizionista ed editore di The Liberator. Quasi tutti gli abolizionisti si sono identificati con il principio dell'autoproprietà, vale a dire che ogni persona, come individuo, possedeva e dovrebbe controllare la propria mente e il proprio corpo senza interferenze coercitive esterne. L'abolizionista chiedeva la cessazione immediata e incondizionata della schiavitù perché considerava la schiavitù come un furto di uomini nella sua forma più diretta e peggiore. La schiavitù rifletteva il furto dei diritti di proprietà di una persona. Lo schiavo era un bene mobile senza diritti propri. Gli abolizionisti si resero conto che ogni essere umano, senza eccezioni, era naturalmente investito della sovranità su se stesso e che nessuno poteva esercitare un controllo forzato su un altro senza violare il principio dell'autoproprietà. Garrison non era un volontario puro, poiché sostenne la guerra del governo federale contro gli stati del sud dal 1861 al 1865.
Un altro era Charles Lane. Era amico di Amos Bronson Alcott, Ralph Waldo Emerson e Thoreau. Tra il gennaio e il giugno del 1843, una serie di nove lettere che scrisse furono pubblicate in giornali abolizionisti come The Liberator e The Herald of Freedom. Il titolo con il quale furono pubblicati era "A Voluntary Political Government" in cui Lane descriveva lo stato in termini di violenza istituzionalizzata e si riferiva alla sua "legge sui club, il suo semplice diritto brigante di un braccio forte, [sostenuto] da pistole e baionette". Vide lo stato coercitivo alla pari con il cristianesimo "forzato", argomentando: "Tutti possono vedere che la chiesa ha torto quando si tratta di uomini con la bibbia in una mano e la spada nell'altra. Non è ugualmente? diabolico per lo Stato farlo? " Lane credeva che il governo governativo fosse tollerato solo dall'opinione pubblica perché il fatto non era ancora riconosciuto che tutti i veri scopi dello stato potessero essere realizzati in base al principio volontario, così come le chiese potevano essere sostenute volontariamente. La fiducia nel principio volontario poteva avvenire solo attraverso "mezzi gentili, ordinati e morali" che fossero coerenti con la società totalmente volontaria che stava sostenendo, aggiungendo: "Facciamo uno Stato volontario così come una Chiesa volontaria, e possiamo forse poi hanno qualche pretesa di appello di uomini liberi".
Dal mondo francese, c'era Frédéric Bastiat, il cui libro The Law sosteneva che per una società libera, un governo deve solo preoccuparsi di mantenere il diritto dell'individuo di difendere la sua vita, libertà e proprietà; e che se un governo persegue qualcosa di più di ciò che è comune con la filantropia, allora inevitabilmente invaderà quei diritti, revocando la libertà.

## Volontarismo dell'era moderna
Sebbene l'uso dell'etichetta di volontariato sia diminuito dopo la morte di Auberon Herbert nel 1906, il suo uso è stato rinnovato nel 1982, quando George H. Smith, Wendy McElroy e Carl Watner hanno iniziato a pubblicare la rivista The Voluntaryist. Smith ha suggerito l'uso del termine per identificare quei libertari che credevano che l'azione politica ei partiti politici (specialmente il Libertarian Party) fossero antitetici alle loro idee. Nella loro "Dichiarazione di intenti" in Né Bullets né Ballots: Essays on Voluntaryism (1983), Watner, Smith e McElroy hanno spiegato che i volontari sostenevano strategie non politiche per realizzare una società libera. Hanno respinto la politica elettorale "in teoria e in pratica come incompatibili con gli obiettivi libertari" e hanno sostenuto che i metodi politici invariabilmente rafforzano la legittimità dei governi coercitivi. Nel concludere la loro "Dichiarazione di intenti", hanno scritto: "I volontari cercano invece di delegittimare lo Stato attraverso l'istruzione, e noi sosteniamo il ritiro della cooperazione e del tacito consenso da cui dipende in ultima analisi il potere statale".
Negli anni successivi, Murray Rothbard sostenne il volontariato nel suo libro For a New Liberty, e il filosofo volontarista John Zube iniziò a scrivere una serie di articoli a favore del volontariato di sinistra negli anni '80.
I contributori più prolifici alla filosofia del volontariato nel XXI secolo includono Larken Rose e Carl Watner. Adam Kokesh si è candidato alla presidenza degli Stati Uniti nel 2020 su una piattaforma volontaria, rompendo con l'opposizione di alcuni volontari al voto e all'azione politica in generale.
Il Free State Project è un movimento notevole per convincere i libertari a trasferirsi nel New Hampshire per costruire uno stato veramente libero, e ha molti aderenti volontari. Il Porcupine Festival del Free State Project e l'Anarchapulco sono due importanti eventi di volontariato.